# 身份盗窃
身份盗窃（英語：Identity theft）是一种非法获取他人帳號、密码（例如身分证号码、驾驶执照号码、或者信用卡号码）以此来假冒别人的犯罪行為。盗窃者用被窃信息，以被害者的名义使用信用卡獲得商品或服务，或提供虚假的资格证书。
“身份盗窃”只是习惯用语，并不科学，因为身份是不能被盗窃的——更科学的说法是“冒用身份”。
在越来越多的国家，这一行为被认为是犯罪。身份盗窃常常是其它犯罪行为的“上游犯罪”——犯罪分子首先获得被害人身份资讯（例如姓名、身分证、银行卡或银行账户资讯等），並以被害人的身份消费或从事其它违法行为。冒用身份损害被害人的经济利益或人身权利，而且加大了侦查难度。

## 出处
- Kenneth C.Laudon and Jane P.Laudon, 《Management Information Systems》, Pearson, 07 March 2011, Chapter8 Information systems Organizations and Strategy p.203